# Allan Borgvardt
Allan Borgvardt (født 5. juni 1980) er en dansk tidligere fodboldspiller.
Han har spillet for AGF, Esbjerg fB, Bramming B, Fimleikafélag Hafnarfjarðar, Viking og Bryne. Vinteren 2009/10 meldte han sin overgang til Sandnes Ulf. Efter 2010-sæsonen afsluttede han kontrakten med Sandnes Ulf et år før tiden og flyttede til Sverige.